# Penisola Allison
La penisola Allison è una penisola completamente coperta dai ghiacci, lunga circa 40 km e larga circa 25 km, situata nella Terra di Ellsworth, in Antartide. La penisola, situata in particolare nella parte più occidentale della costa di Bryan, si allunga in direzione nord nel mare di Bellingshausen, costituendo il limite orientale della piattaforma glaciale Venable, e in prossimità della sua base sfociano, a ovest, il flusso glaciale Wiesnet, che va ad alimentare la già citata piattaforma Venable, e, a est, il flusso glaciale Fox, che si riversa nella baia Eltanin.

## Storia
La penisola Allison è stata mappata nel dettaglio dallo United States Geological Survey grazie a fotografie aeree scattate dalla marina militare statunitense (USN) tra il 1961 e il 1966, ed è stata così battezzata dal Comitato consultivo dei nomi antartici in onore di Paul Allison, ufficiale della forza di supporto navale statunitense in Antartide tra il 1967 e il 1968.